# Монреаль-дель-Льяно

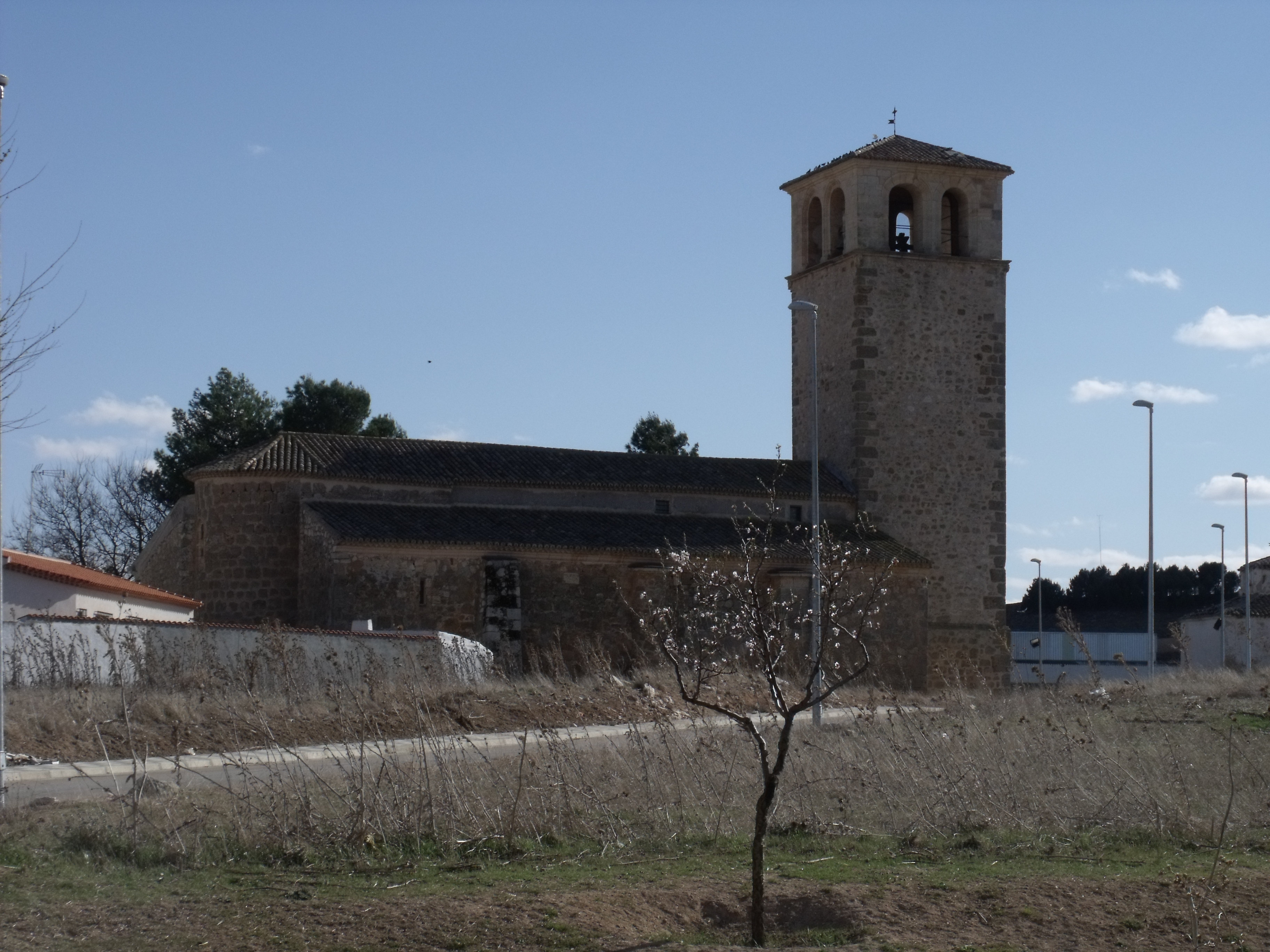

Монреаль-дель-Льяно (ісп. Monreal del Llano) — муніципалітет в Іспанії, у складі автономної спільноти Кастилія-Ла-Манча, у провінції Куенка. Населення — 79 осіб (2010).
Муніципалітет розташований на відстані близько 120 км на південний схід від Мадрида, 75 км на південний захід від Куенки.

## Демографія
Динаміка населення (INE ):